# Muzeul Etnografic din Reghin
Muzeul Etnografic „Anton Badea” din Reghin (în maghiară Szászrégeni Néprajzi Múzeum) este un muzeu al satului, din Reghin, amplasat în Str. Vânătorilor nr. 51. Clădirea care adăpostește muzeul este monument istoric (cod LMI MS-II-a-A-15777) și a fost construită în 1892. O vreme a fost folosită ca locuință și școală profesională. Muzeul a fost înființat de Anton Badea, în dorința conservării și valorificării monumentelor de arhitectură, instalațiilor tehnice și obiectelor de artă populară. A fost restaurată în perioada 1989 – 1990. 
Aria de cercetare a muzeului depășește limitele județului Mureș și cuprinde zone etnografice distincte (604 așezări rurale în județul Mureș și aproximativ 300 de localități din județele limitrofe). Sunt expuse obiecte legate de meșteșuguri, port popular și obiceiuri specifice Văii Superioare a Mureșului, Văii Gurghiului și unei părți a Câmpiei Transilvaniei. Muzeul deține peste 7.500 de obiecte, reunite în mai multe colecții:  ceramică, textile, mobilier țărănesc, obiecte de cult, port popular etc. și instalațiile tehnice țărănești din secția în aer liber (moara de apă, oloinița, teascul de struguri, prese și zdrobitori manuale).
Imaginea de ansamblu a secției în aer liber reflectă imaginea complexă a unui sat, modelul satului mureșean. Alături de gospodăriile formate din case și anexe, în vatra satului, ca centru polarizator al vieții comunității, se regăsește și un lăcaș de cult -biserica de lemn din Iara, reconstituită în muzeu în 1998. Instalațiile tehnice țărănești – moara de apă din Vătava, oloinița din Hodac, teascul de struguri din Batoș, -completează și întregesc imaginea satului din muzeu.
Arhiva etnografică conține materiale multimedia, relevee, fotografii, schițe, desene din domeniul ocupațiilor și obiceiurilor zonei reprezentate.